# Ministerio de Vivienda y Edificaciones (República Dominicana)
El Ministerio de la Vivienda y Edificaciones (MIVED) de la República Dominicana es un organismo de Estado relacionado con la construcción y edificación. Su función es establecer políticas, programas y estrategias en materia de vivienda, asentamientos humanos dignos y la construcción de edificaciones del Estado.
Es el Ministerio más joven en República Dominicana, siendo creado en 2021. Su sede se encuentra en Santo Domingo, en la Av. Pedro Henríquez Ureña, esq. Alma Mater. Desde su creación, su ministro es Carlos Bonilla Sánchez.

## Origen
Este Ministerio surgió en 2021, cuando una comisión especial de vivienda, formada por la Cámara de Diputados, comenzó a estudiar la posibilidad de crear este organismo. La iniciativa fue aprobada por el Senado y luego por la Cámara de Diputado el 21 de julio de 2021, convirtiéndose en ley. El texto fue finalmente firmado como Ley n.º 160-21 el 3 de agosto de 2021.
El nuevo organismo estaría basado en el antiguo Instituto Nacional de la Vivienda (INVI), dependencia del Ministerio de Obras Públicas y Comunicaciones. De esta manera, Carlos Bonilla, director del INVI, pasaba a ser Ministro de Vivienda y Edificaciones y el nuevo Ministerio pasaba a ocupar las anteriores oficinas del INVI en la Av. Pedro Henríquez Ureña, esq. Alma Mater, en Santo Domingo. Además del INVI, el nuevo Ministerio absorbía otras dependencias del MOPC, como la Oficina de Ingenieros Supervisores de Obras del Estado (OISOE), el Departamento de Edificaciones y Obras Públicas y el Instituto Nacional de Auxilios y Viviendas (SAVICA).
En un origen, se llamaría Ministerio de la Vivienda, Hábitat y Edificaciones, tal y como viene expresado en la Ley n.º 160-21, pero más tarde se simplificó a la forma actual.

## Estructura
Al igual que otras instituciones similares, el Ministerio de la Vivienda y Edificaciones se divide en viceministerios según las áreas de trabajo. Estos son:

### Viceministerio Administrativo y Financiero
Se encarga del presupuesto, contabilidad, compras, archivo, control de bienes, correspondencia, suministros, etc.

### Viceministerio de Cooperación y Relaciones Internacionales
Fomenta la inversión en la diáspora y brinda apoyo a los dominicanos en el extranjero.

### Viceministerio de Construcción
Aquí se encuentran direcciones encargadas de diseño y arquitectura, mejoramiento de la vivienda, obras de salud, obras educativas y obras gubernamentales y comunitarias. Debajo de estas oficinas se encuentran departamentos relativos al mantenimiento, ejecución, habilitación, reconstrucción, evaluación, seguimiento, etc.

### Viceministerio de Vivienda y Hábitat
Es el responsable de la asistencia y apoyo comunitario, el mejoramiento y desarrollo del hábitat y el acceso a la vivienda.

### Viceministerio de Normas, Reglamentación y Tramitaciones
Lleva diferentes ámbitos relativos a licencias, evaluaciones técnicas, acreditaciones, certificaciones, tasaciones, etc.

### Viceministerio de Políticas y Planificación de Viviendas y Edificaciones
Formula proyectos y políticas para identificar, construir y evaluar viviendas y otras edificaciones.

### Direcciones regionales
Además de los viceministerios, el MIVED cuenta con una red de direcciones regionales. Sus oficinas se encuentran en Santiago, San Francisco de Macorís, La Romana, Baní y San Juan de la Maguana. Estas oficinas se dividen a su vez en distintos departamentos.